# Väinö Sipilä
Väinö Jeremias Sipilä (Pälkäne, 24 de dezembro de 1897 – Pälkäne, 12 de setembro de 1987) foi um corredor finlandês de longa distância. Foi campeão olímpico com a equipe da Finlândia no cross-country por equipes nos Jogos Olímpicos de Paris-1924, e recordista mundial nas distâncias não-olímpicas de 20.000 e 30.000 metros.